# 国際関係学院 (大学)
国際関係学院（こくさいかんけいがくいん、中国語: 国际关系学院、略称：国关、英語: University of International Relations, UIR）は、北京市海淀区西苑に所在する、中央政府直属の高等教育機関（中国の制度における普通高等学校：大学に相当）で、頤和園と円明園に隣接しており、高級な国際的交渉などに当たる専門家の人材育成を行なう、中国でも第一級の「将軍大使 (将军大使)」の揺籃であり，全国重点大学のひとつ、また、文化大革命後には中華人民共和国国務院が学位を批准している、中国第一級の学位授与機関である。
他の、国家ないし地区ごとの「国際関係学院」や、国内の他の大学などと区別するために、「北京」を冠して「北京国際関係学院（北京国际关系学院）」と称されることもあり、英語名称も「China」を冠して China University of International Relations とされることがある。

## 歴史
国際関係学院は、1949年に、国務院総理だった周恩来直々の認可によって創設された、中国でも第一級の「将軍大使」の揺籃であり、現校名に改称された際には、元帥だった陳毅が校名を揮毫した。1961年、学院は外交学院と合併したが、1965年には再び両者は分離された。1965年には独立した大学として国際関係学院が改めて設立された。1970年から1979年までの間は、文化大革命のあおりを受けて、一時機能停止に陥っていた。
1994年、中国共産党中央委員会総書記だった江沢民は、国際関係学院のために次のような言葉を書き記した。「努力把国际关系学院办成富有特色的一流大学（努力によって国際関係学院を特色豊かな一流大学にする）」

### 組織・名称の沿革
- 1949年、「外交知識・外交事務培訓班（外交知识和外交事务培训班）」設立。1949年から1950年にかけて、新たに成立した中華人民共和国として最初の海外駐在大使など高級外交官を育成訓練した。
- 1950年、「外事幹部学校」に改編。
- 1961年、外交学院と合併。
- 1965年、外事幹部学校を分割し、外交学院は再び分離され、残された部分をもとに拡充をして「国際関係学院」となり、になって、陳毅が校名を揮毫。
- 1970年、文化大革命の影響により機能を停止。
- 1979年、国際関係学院を再建。

## 従属関係についての議論
国際関係学院の現時点における従属関係には、はっきりしないところがある。学院が中華人民共和国国家安全部に従属するとする公的文書があり、民間の文書にも同じ観点からの記述がある。しかし一方では、学院が現時点で中華人民共和国教育部の「管理」の下にある、教育部「直属」校のひとつとされている。
民間や全国的な学術界における見方では、国際関係学院は中華人民共和国国家安全部が人員を求めるおもな育成機関のひとつとされているが、国際関係学院は、中華人民共和国外交部が人員を求める重点大学のひとつである。